# NGC 7745
NGC 7745 (również PGC 72299) – galaktyka eliptyczna (E), znajdująca się w gwiazdozbiorze Pegaza. Odkrył ją Albert Marth 6 września 1863 roku.